# Терёшина, Елена Борисовна
Еле́на Бори́совна Терёшина (6 февраля 1959, Киев, Украинская ССР, СССР) — советская гребчиха, серебряный призёр Олимпийских игр. Заслуженный мастер спорта СССР (1979).

## Карьера
На Олимпиаде в Москве Елена в составе восьмёрки выиграла серебряную медаль.
В 1988 году Терёшина в составе распашной четвёрки с рулевым участвовала в Олимпиаде, в финале Б советский экипаж занял 3-е место.
Семикратная чемпионка мира.